# Alpen-Storchschnabel
Der Alpen-Storchschnabel  (Geranium rivulare), auch Blassblütiger Storchschnabel genannt, ist eine Pflanzenart aus der Gattung der Storchschnäbel (Geranium) innerhalb der Familie der Storchschnabelgewächse (Geraniaceae).

## Beschreibung

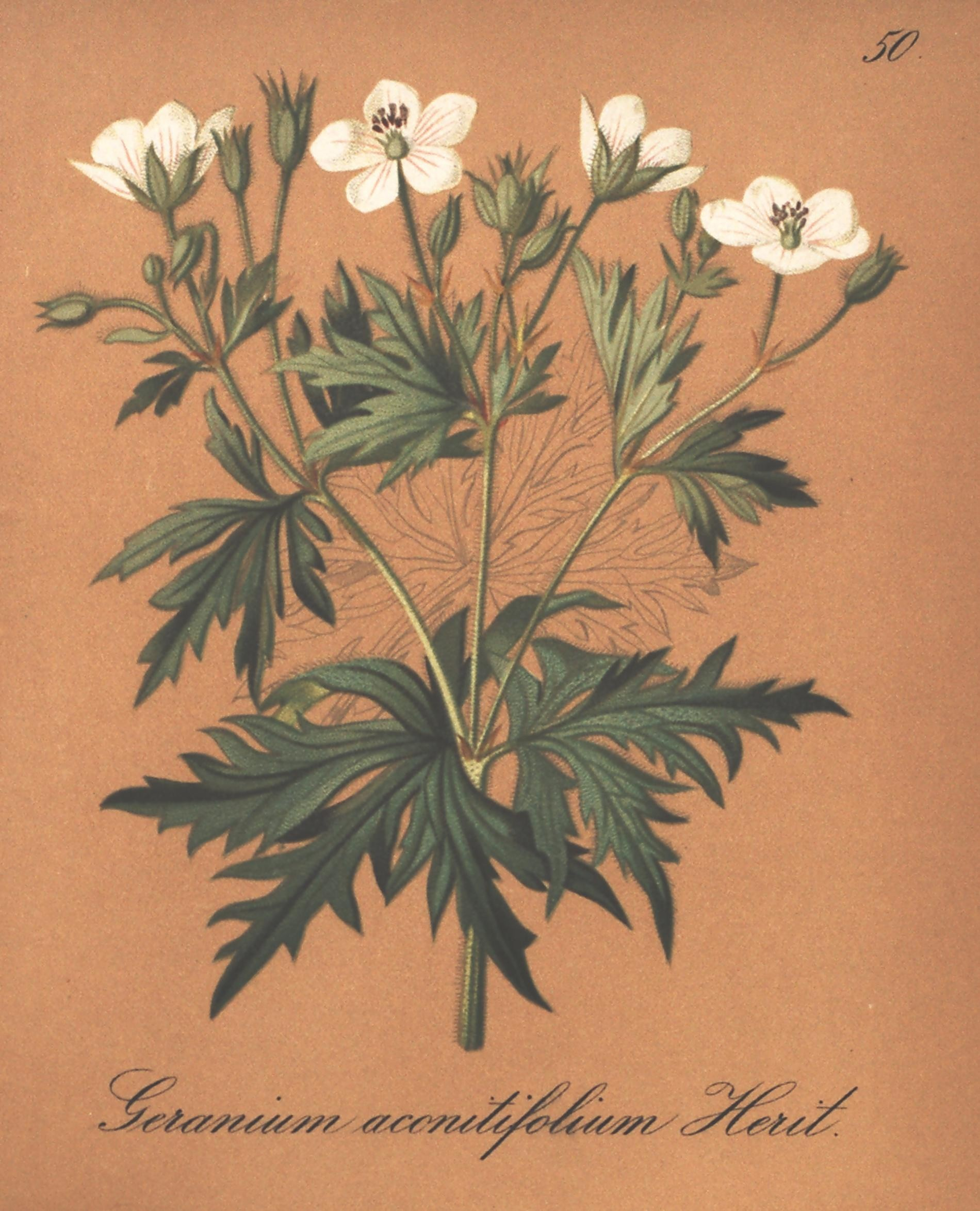
Illustration aus Die Alpenpflanzen nach der Natur gemalt, S. 50

### Vegetative Merkmale
Der Alpen-Storchschnabel ist eine ausdauernde krautige Pflanze, die Wuchshöhen von 20 bis 50, selten bis zu 60 Zentimetern erreicht. Ihr Rhizom ist waagrecht und dicht mit breiten, glänzenden braunen Nebenblättern besetzt. Der aufrechte, meist gabelig verzweigte Stängel ist kantig und unterhalb des Blütenstands kahl oder im unteren Bereich schwach anliegend kurz behaart.
Die zwei bis sechs in grundständigen Rosetten angeordneten Laubblätter sind in Blattstiel und -spreite gegliedert. Ihr Blattstiel ist 6 bis 10 Zentimeter lang. Ihre Blattspreite ist bei einer Breite von 4 bis 6 Zentimetern handförmig bis fast zur Spreitenbasis fiederteilig mit spitzen Blattlappen; diese sind doppelt fünfmal so lang wie breit. Sie sind beiderseits dicht anliegend behaart. Oft sind nur drei Paare Stängelblätter an den unteren Knoten des Dichasiums vorhanden.

### Generative Merkmale
Die Blütezeit reicht von Juni oder Juli bis August. Acht bis zwölf Blüten sind in der Form von Dichasien in Blütenständen mit wollig behaarten Achsen angeordnet. Die Blütenstiele sind 1 bis 2 Zentimeter lang. Die Blüten sind erst nickend, später bleibend aufrecht.
Die zwittrige Blüte ist radiärsymmetrisch und fünfzählig mit doppelter Blütenhülle. Die fünf Kelchblätter sind bei einer Länge von 6 bis 7, selten bis 9 Millimetern eiförmig bis elliptisch, deutlich hautrandig und seidig-zottig behaart; sie enden in einer 1 bis 2 Millimeter langen Granne. Die fünf weißen und rosafarben bis violett geaderten Kronblätter sind bei einer Länge von 10 bis 15 Millimetern verkehrt-eiförmig bis spatelig. Die zehn Staubblätter sind kürzer oder so lang wie der Kelch.
Der aufrechte Fruchtstiel besitzt keine Drüsenhaare. Die Frucht ist 2 bis 3 Zentimeter lang, hat einen kurz flaumig behaarten Schnabel und länger drüsig behaarte Fruchtklappen; die Frucht ist mit Schnabel 2,5 bis 3,5 Zentimeter lang.
Die Chromosomenzahl beträgt 2n = 28.

## Ökologie
Beim Alpen-Storchschnabel handelt es sich um einen Hemikryptophyten.

## Vorkommen
Der Alpen-Storchschnabel kommt nur von Frankreich über die Schweiz bis Norditalien und vor. Er gedeiht in alpinen Magerwiesen, in Zwergstrauchheiden und im Unterwuchs von Lärchen- und Arvenwäldern. Das Artepitheton rivulare bedeutet „an Bächen“; sie ist aber nicht richtig; Geranium rivulare kommt meist an viel trockeneren Standorten vor. Sie kommt gewöhnlich in Höhenlagen von 1800 bis 2300 Metern vor, wurde aber in Südtirol auch bei einer Höhenlage von 1600 Metern und im Kanton Wallis bei 1400 Metern beobachtet.
Die ökologischen Zeigerwerte nach Landolt et al. 2010 sind in der Schweiz: Feuchtezahl F = 3w (mäßig feucht aber mäßig wechselnd), Lichtzahl L = 3 (halbschattig), Reaktionszahl R = 2 (sauer), Temperaturzahl T = 2 (subalpin), Nährstoffzahl N = 3 (mäßig nährstoffarm bis mäßig nährstoffreich), Kontinentalitätszahl K = 3 (subozeanisch bis subkontinental).

## Taxonomie
Die Erstveröffentlichung von Geranium rivulare erfolgte 1779 durch Dominique Villars in Prospectus de l’histoire des plantes de Dauphiné, S. 40. Das Artepitheton rivulare bedeutet „am Bach wachsend“. Synonyme für Geranium rivulare Vill. sind: Geranium aconitifolium L’Hér., Geranium alpestre Chaix, Geranium sylvaticum subsp. rivulare (Vill.) Rouy.